# L'Apocalypse selon Saint Jean (oratorio)
L'Apocalypse selon Saint Jean est un oratorio du compositeur français Jean Françaix composé en 1939 et créé en 1942 à Paris, sur un texte adapté par le compositeur. L'histoire reprend le dernier épisode du Nouveau Testament sur l'Apocalypse, des écritures par Saint Jean.

## Description
L'ouvrage, que le compositeur sous-titre « oratorio fantastique », est composé pour quatre voix solistes, chœurs et orchestres dure environ soixante minutes et est distribué en trois parties. Jean Françaix considère son oratorio comme l'œuvre majeure de sa carrière. Il s'agit de l'unique ouvrage de musique sacrée qu'il compose.
L'instrumentation et les voix comprennent une soprano, une contralto, un ténor, une basse, un chœur et deux orchestres. Le premier de ceux-ci correspond à un large orchestre traditionnel afin de jouer les scènes au Paradis, le second, qui se base surtout sur des sons et bruits, représente l'Enfer. Ce dernier comporte notamment un harmonium, un saxophone, un accordéon et une guitare électrique. La voix de Jésus est parfois accompagnée de timbales seules.

## Historique
Le compositeur en 1937, de retour de voyage aux États-Unis où il donne plusieurs concerts, est témoin d'une tempête en mer qui l'amène à la comparer avec l'Apocalypse comme décrit par Saint Jean. Jean Françaix compose ainsi son oratorio jusqu'en 1939, à l'âge de vingt-sept ans et un après la fin de l'écriture de son opéra Le Diable boiteux. La partition est publiée par l'éditeur de musique allemand Schott et est dédiée à la Cathédrale Saint-Julien du Mans, qui a inspiré le compositeur.

### Création
L'Apocalypse selon Saint Jean est créé le 11 juin 1942 dans le Paris occupé au Palais de Chaillot, sous la direction du chef d'orchestre français Charles Munch. On y retrouve la soprano Martha Angelici, Germaine Cernay, Eliette Schenneberg, Georges Cathelat et Pierre Froumenty.

### Postérité
L'oratorio ne récolte que peu de succès lors de sa création et ne sera pas repris beaucoup de fois par la suite. Cependant, on note quand même quelques performances en Europe : la première nationale allemande a lieu à Berlin le 13 novembre 1955 au Musikhochschule. Le compositeur dirige lui-même les musiciens, le Berliner Philharmonisches Orchester et la chorale St. Hedwigs-Kathedralchor. 
L'ouvrage est également joué à Londres, et la première italienne se passe l'année d'après, le 26 septembre 1956 à la Sacra Musicale Umbra à Perugia. En 1961, l'oratorio est jouée en Sicile dans la Cathédrale de Monreale, vers Palerme. En 1962, la première performance de l'ouvrage depuis l'Occupation a lieu au Théâtre des Champs Elysées le 17 janvier, dirigée par Manuel Rosenthal avec l'Orchestre National de France et les Chœurs de la R.T.F. et Marius Constant. 
Par la suite, l'ouvrage n'est plus représenté jusqu'en 1997 en Allemagne, puis est régulièrement joué depuis, en France et en Allemagne surtout, dont six fois dans les années 1990 et notamment une fois en 1999 dans la Cathédrale Saint Julien ; il est également donné à l'Église de la Trinité. L'ouvrage a été joué en 2004 à Munich en Allemagne, dirigé par Marcello Viotti, en 2013 pour le Festival Musica sacra de Paderborn et trois fois en 2015 dans le même pays.
Liste des exécutions
1942 Paris 
1947 Paris 
1949 Londres
1951 Paris 
1955 Berlin
1956 Pérouse
1961 Montreale
1963 Paris
1997 Göttingen
1998 Linz
1999 Paris et Le Mans
2004 Munich
2010 Stuttgart
2013 Paderborn
2015 Freiburg, Tübingen et Würsburg

## Structure
L'ouvrage est en trois parties :

### Première Partie
- 2. La Lettre aux Sept Eglises
- 3. Vision du Trône de Dieu
- 4. Apparition du Lion (Agneau recevant le Livre aux Sept Sceaux)
- 5. Ouverture du Livre aux Sept Sceaux
  - a) Rupture des Quatre Premiers Sceaux (Les quatre Cavaliers)
  - b) Rupture du Cinquième Sceau (Prière des Martyrs)
  - c) Rupture du Sixième Sceau (Diptyque : Bouleversement du Monde impie - Préservation et Salut des Fidèles)
  - d) Rupture du Septième Sceau

### Seconde Partie
- 6. Visions des Sept Trompettes
  - a) Les Anges aux Trompettes et l'Ange à l'encensoir (Dernière préparation au châtiment du Monde)
  - b) Les Quatre Premières Trompettes
  - c) Les Trois Dernières Trompettes

- 7. -
  - a) Ouverture du Puits de l'Abîme
  - b) Invasion des Sauterelles
  - c) Invasion des 200 000 000 de Cavaliers
  - d) Les Deux Témoins

### Troisième Partie
- 8. Vision de la Femme et du Dragon
- 9. Combat de Michel et du Dragon 
  - a) La Bête de la Mer
  - b) La Bête de la Terre
  - c) Babylone la Courtisane
  - d) Le Millenium
  - e) Gog et Magog
  - f) La Jérusalem céleste

## Enregistrements
- Jean Françaix, L'Apocalypse selon Saint Jean, Harmonia Mundi et Wergo, 1998. Dirigé par Christian Simonis, avec le Göttinger Symphonie Orchester et Eva Lind, Walteraud Hoffman-Mucher, Kurt Azesberg, Robert Holzer, Hebert Boletrauer[1].
- Jean Françaix, L'Apocalypse selon Saint Jean, Erol Records, 1999. Dirigé par Jean-Pierre Lo Ré avec l'Orchestre Français d’Oratorio,le Choeur Français d’Oratorio, l'Orchestre “Léopolis” de Lviv et Marie-Noëlle Cros, Sophie Rehbinder, Patrick Garayt, Pierre-Yves Pruvot, Pierre Pincemaille.